# Acromyrmex laticeps
Acromyrmex laticeps är en myrart som först beskrevs av Carlo Emery 1905.  Acromyrmex laticeps ingår i släktet Acromyrmex och familjen myror.

## Underarter
Arten delas in i följande underarter:
- A. l. laticeps
- A. l. nigrosetosus